# Ema Talijanska
Ema Talijanska (talijanski Emma d'Italia, fra. Emma d'Italie) bila je kraljica supruga Francuske 965. – 986.
Bila je kći (jedino dijete) kralja Lotra II. Talijanskog (? – 950.) i njegove jedine supruge, kraljice Adelajde Talijanske (Adelaide; 931. – 999.). Emin je polubrat po majci bio car Oton II.
Ema se udala za kralja Francuske, Lotra I., kojem je rodila sina Luja V. Lijenog. Karlo, brat Lotra te šogor Eme, optužio je Emu za preljub s biskupom Laona. Ema i biskup bili su oslobođeni svih optužbi, a Karlo je morao pobjeći iz Francuske.
Kralj Lotar je umro 986. i Luj ga je naslijedio. On je optužio svoju majku Emu za ubojstvo Lotra otrovom. Luj je umro sljedeće godine te ga je naslijedio kralj Hugo Capet, iz nove dinastije.
Nije točno poznato što se dogodilo s kraljicom Emom poslije toga. Prema jednoj teoriji, Ema je otišla u opatiju u Burgundiju; druga teorija kaže da je Ema postala supruga Boleslava II. Pobožnoga od Češke.

## Poveznice
- Luj V. Lijeni, Emin sin
- Ema od Mělníka